# Jinci

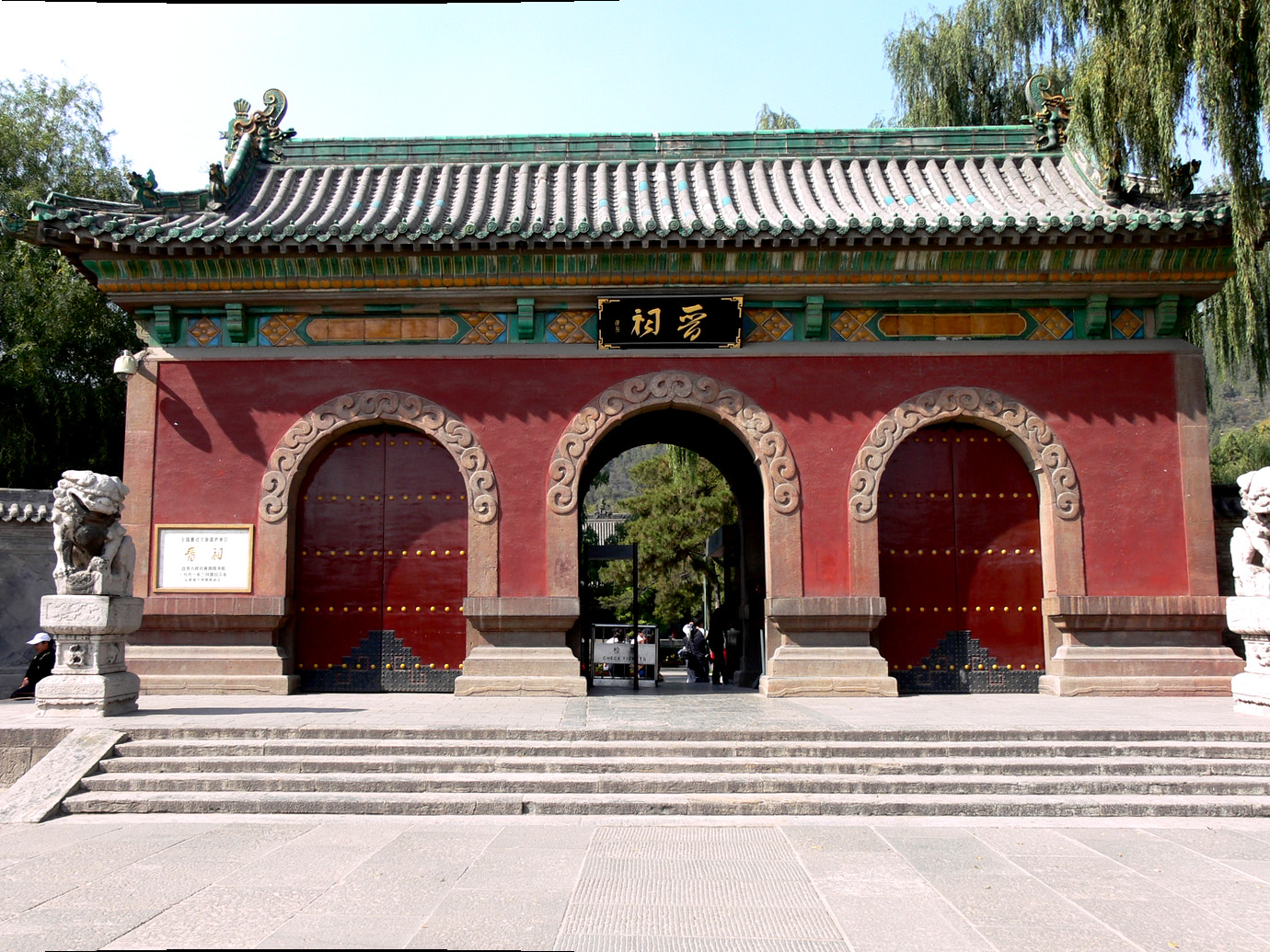
Eingang zur Tempelanlage

Jinci (chinesisch 晉祠 / 晋祠, Pinyin Jìncí) ist eine Tempelanlage in Taiyuan in der chinesischen Provinz Shanxi aus der Zeit der Song-Dynastie. Ihren Kern bildet der Ahnentempel des Fürsten Shu Yu.
Der Tempel steht seit 1961 auf der Liste der Denkmäler der Volksrepublik China (1-85).

## Geschichte
Der Jinci Tempel hat eine lange Geschichte, die sich bis in die Westliche Zhou-Dynastie (11. Jahrhundert v. Chr. bis 711 v. Chr.) zurückverfolgen lässt, als König Cheng seinen jüngeren Bruder Yu einen seiner Staaten überließ. Yu war ein intelligenter Führer und machte viele Beiträge zum Staat, so bauten seine Nachkommen nach seinem Tod einen Tempel für ihn, um seine Leistung zu ehren.